# Constance Fenimore Woolson
Constance Fenimore Woolson (Claremont, 5 marzo 1840 – Venezia, 24 gennaio 1894) è stata una scrittrice statunitense.

## Biografia

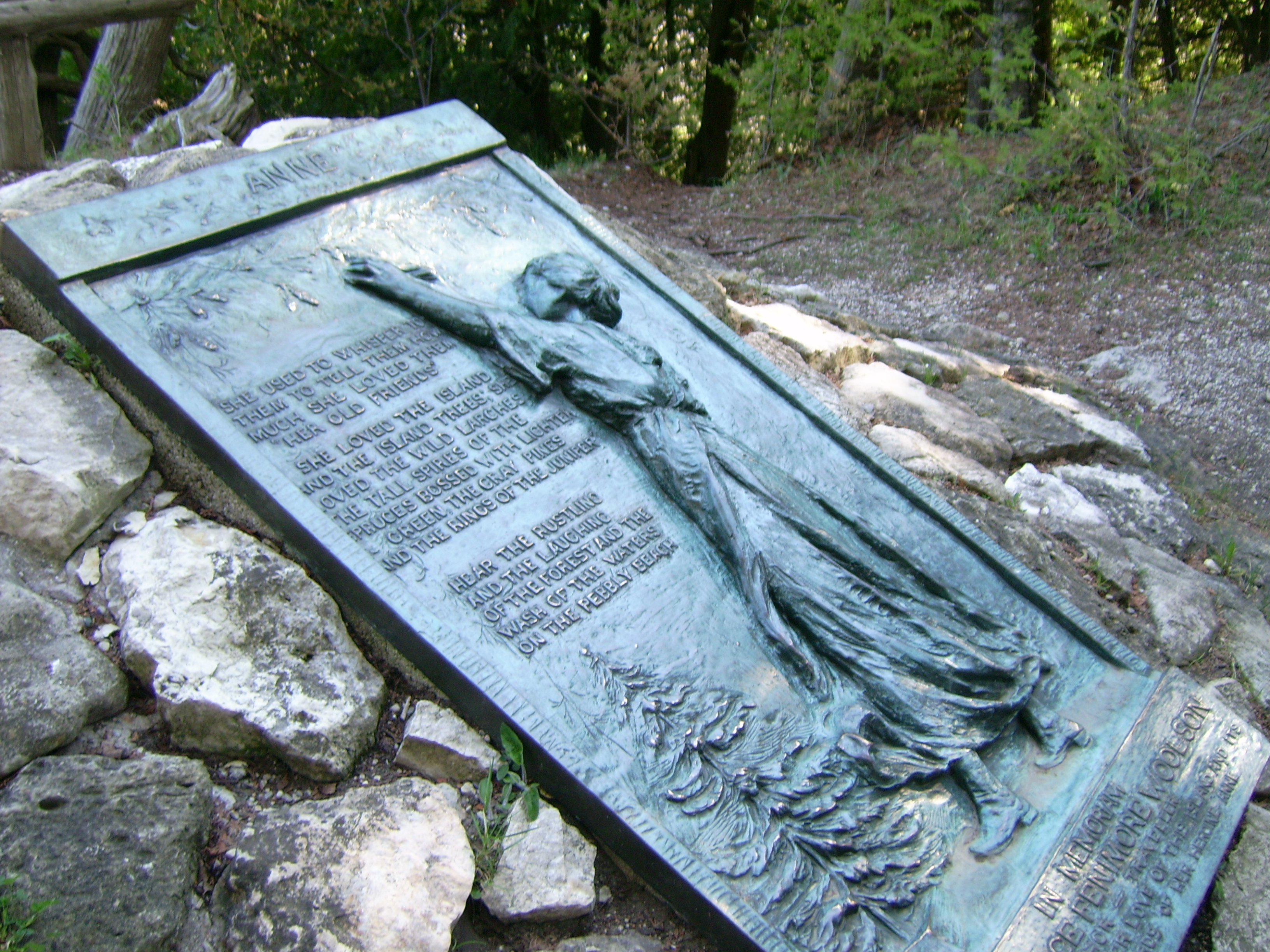
Monumento dedicato a Constance Fenimore Woolson nell'isola di Mackinac, sul lago Huron.

Constance Fenimore Woolson si trasferì a Cleveland con la famiglia ancora giovanissima e qui studiò in un collegio per ragazze poi completò la sua istruzione in una scuola francese di New York. Iniziò a scrivere nel 1869 e si trasferì in Florida sino al 1879 e in seguito si spostò in Inghilterra. Cominciò a scrivere per alcuni giornali e poi scrisse i suoi primi romanzi.
A quarant'anni, per sua scelta, non era sposata e non aveva figli per mantenere la sua libertà.
Non ricca ma benestante poté viaggiare molto, e nel 1880 fu a Firenze dove incontrò Henry James.
Dopo un inizio non facile la Woolson e James mantennero rapporti costanti, anche durante i loro spostamenti, con le lettere che si spedirono. Si ritrovarono nuovamente a Firenze, e il loro rapporto fu particolare, un'amicizia non facile da definire. Sicuramente Henry James apprezzò molto il lavoro della scrittrice, e lo scrisse, e fu anche tra gli ultimi a renderle omaggio dopo la sua morte a Venezia in seguito a un probabile suicidio gettandosi da una finestra di Palazzo Orio Semitecolo Benzon, anche se non partecipò ai suoi funerali. Sulle circostanze del suicidio poi rimangono incertezze, dovute in parte anche alla scarsezza di documenti relativi a particolari dei suoi ultimi anni di vita.
Dopo la sua morte riposa nel Cimitero acattolico di Roma.

## Opere
Tra i suoi lavori un libro per ragazzi che ebbe successo, molti articoli di viaggio, recensioni di autori a lei contemporanei, varie poesie, quattro romanzi, due libri di racconti ed una novella. Le sue due ultime raccolte di racconti italiani uscirono postume.
- Via del Giacinto, traduzione e nota di Edoarda Grego, Palermo, Sellerio, 2002, ISBN 9788838917516, OCLC 797391202.